# Alfred Fahr

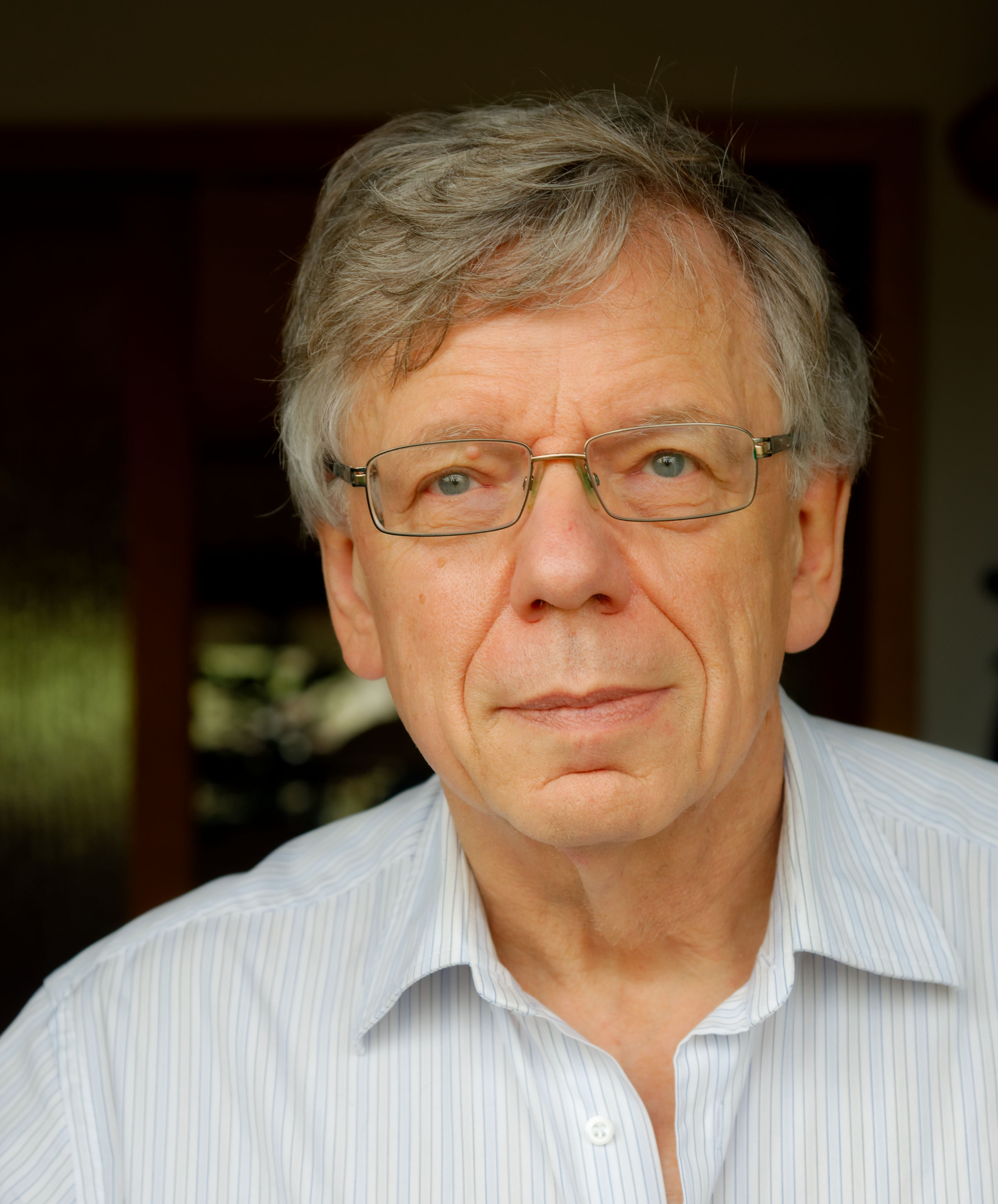
Alfred Fahr, 2018

Alfred Fahr (* 17. November 1949 in Meersburg; † 11. Juli 2024) war ein deutscher Pharmazeut und Hochschullehrer.

## Leben
Alfred Fahr machte nach der Volksschule eine Ausbildung zum Elektromechaniker bei der AEG Telefunken. Er studierte Biologie an der Universität Konstanz und am Merton College in Oxford und schloss sein Studium 1978 mit einem Diplom ab. Er promovierte 1981 in Konstanz zum Thema Membran-Biophysik unter dem Titel Photocurrent kinetics of purple-membrane sheets bound to planar bilayer membranes. Die Promotion erhielt 1982 den BYK-Gulden-Preis für die beste Promotion. An der Freien Universität Berlin war er danach Assistent im Bereich Biophysik. Ab 1986 arbeitete er als Laborleiter bei Sandoz. Er habilitierte 1994 an der Universität Basel in Pharmazie. Im Jahr 1996 war er Mitbegründer der Aktiengesellschaft Advanced Drug Delivery Systems im Schweizer Muttenz. Bei der Marburger Aktiengesellschaft vectron therapeutics war er Gründungsaktionär und von 2000 bis 2002 stellvertretender Aufsichtsratsvorsitzender.
Von 1996 bis 2002 war Alfred Fahr Professor für Pharmazeutische Technologie und Biopharmazie an der Philipps-Universität Marburg und von 2002 bis 2015 Lehrstuhlinhaber für Pharmazeutische Technologie an der Fakultät für Biologie und Pharmazie der Friedrich-Schiller-Universität Jena. Seit 2013 war er Gastprofessor an der chinesischen Universität Wuhan.
Alfred Fahr starb im Alter von 74 Jahren und wurde auf dem Berliner Luisenfriedhof III beigesetzt. 

## Pharmazie

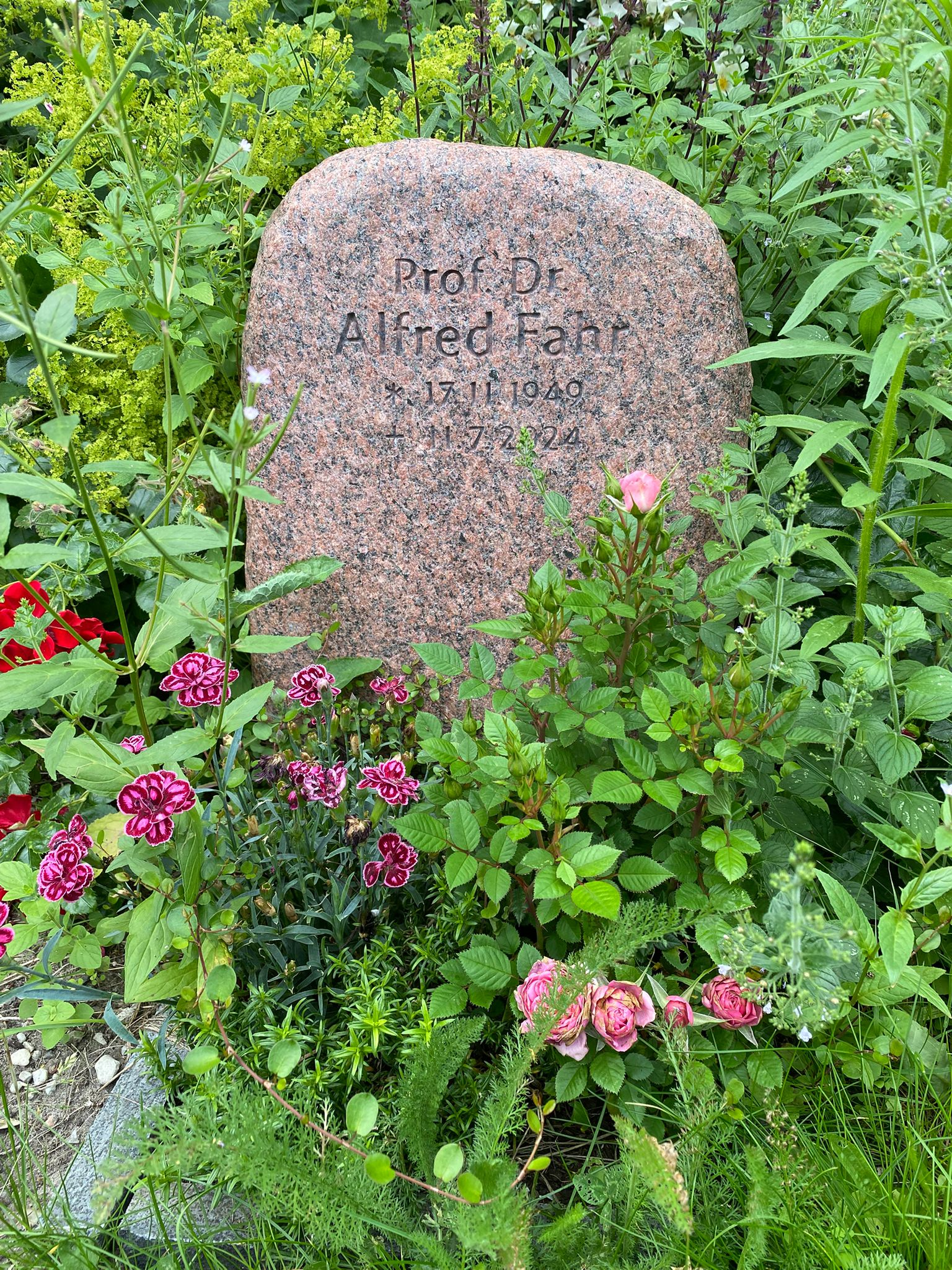
Grabstätte auf dem Luisenfriedhof III

Alfred Fahr war seit 1996 Hauptautor des von Rudolf Voigt (1921–2008) zuerst herausgegebenen Standardwerks zur Pharmazeutischen Technologie Voigt Pharmazeutische Technologie. Für Studium und Beruf, das seit 2021 in der 13. Auflage erhältlich ist. Das englische Ausgabe des Werks erscheint unter dem Titel Voigt’s Pharmaceutical Technology bei John Wiley & Sons, übersetzt von Gerrit L. Scherphof, einem Biotechnologen der Reichsuniversität Groningen.
Fahr forschte im Bereich Gentherapie, Liposomen als Arzneistoffträger und chemische Evolution.

## Auszeichnungen
- 1982: BYK-Gulden-Preis für die beste Promotion
- 2019: World Expert für Liposom. Auszeichnung von Expertscape für die Person, die weltweit zu den am meisten über Liposom publizierenden gehört (Top 0,1 Prozent)[5]

## Veröffentlichungen
- mit Dionysios Douroumis: Drug Delivery Strategies for Poorly Water-Soluble Drugs. Wiley & Sons, Hoboken 2013, ISBN 978-0-470-71197-2.
- als Mitherausgeber mit Defang Ouyang, Sean C. Smith, Dennis Douroumis, Jürgen Siepmann, Martin J. Snowden und Vladimir Torchilin: Computational Pharmaceutics: Application of Molecular Modeling in Drug Delivery. Wiley & Sons, Hoboken 2015, ISBN 978-1-118-57397-6.
- Voigt Pharmazeutische Technologie. Für Studium und Beruf. Deutscher Apotheker Verlag, Stuttgart 2021, 13. völlig neu bearbeitete Auflage, ISBN 978-3-7692-7306-9.
  - Voigt’s Pharmaceutical Technology. John Wiley & Sons, Chichester 2018, ISBN 978-1-118-97262-5.